# Fleming Island, Saskatchewan
Fleming Island är en ö i Kanada.   Den ligger i provinsen Saskatchewan, i den centrala delen av landet, 2 500 km nordväst om huvudstaden Ottawa.
Trakten runt Fleming Island är nära nog obefolkad, med mindre än två invånare per kvadratkilometer.